# Craspedonispa
Craspedonispa is een geslacht van kevers uit de familie bladkevers (Chrysomelidae).
De wetenschappelijke naam van het geslacht werd in 1910 gepubliceerd door Julius Weise.

## Soorten
- Craspedonispa modesta Weise, 1910
- Craspedonispa saccharina Maulik, 1930